# Маркети MVT
Маркети MVT или Маркети S.50 (итал. Marchetti MVT (S.50)) је италијански ловачки авион. Авион је први пут полетео 1919. године. 

Највећа брзина авиона при хоризонталном лету је износила 250 km/h.
Распон крила авиона је био 8,70 метара, а дужина трупа 7,75 метара. Празан авион је имао масу од 747 килограма. Нормална полетна маса износила је око 987 килограма. Био је наоружан са два 7,7-мм митраљеза Викерс.

## Наоружање
| Наоружање авиона: Маркети      |     |
| Ватрено (стрељачко) наоружање  |     |
| Топ                            |     |
| Митраљез                       |     |
| Број и ознака митраљеза        | 2   |
| Калибар                        | 7,7 |
| Бомбардерско наоружање (бомбе) |     |
| Ракетно наоружање (ракете)     |     |